# Triclistus parvulus
Triclistus parvulus là một loài tò vò trong họ Ichneumonidae.